# 黑素皮质素受体4
MC4受體，即MC4R，是在人體中由MC4R基因編碼的黑素皮质素受體。它編碼MC4蛋白。在小鼠中，已發現MC4受體參與進食行為，代謝，性行為和男性勃起功能的調節。
據2008年的報導，MC4R突變與人類遺傳性肥胖有關。在體重指數大於30的人群中，該病的患病率為1.0–2.5％，是最容易導致肥胖的最常見遺傳缺陷。